# Mitsuru Kōno
Mitsuru Kōno (jap. 河野満 Kōno Mitsuru; ur. 13 sierpnia 1946) – japoński tenisista stołowy, trzykrotny mistrz świata.
Jedenastokrotnie zdobywał medale mistrzostw świata. Życiowy sukces odniósł na mistrzostwach świata w Birmingham w 1977 roku zdobywając złoty medal w grze pojedynczej. Był też dwukrotnie (1967, 1969) mistrzem świata w rywalizacji zespołowej mężczyzn. Mistrz Igrzysk Azjatyckich 1974 w grze podwójnej oraz jedenastokrotny mistrz Azji: w grze pojedynczej (1968), czterokrotnie w grze podwójnej (1967, 1972, 1974, 1976), dwukrotnie w grze mieszanej (1968, 1974) oraz czterokrotnie drużynowo (1967, 1968, 1970, 1972).